# Ákos Horváth
Ákos Horváth (Budapest, 4 marzo 1981) è un cestista ungherese.